# Javier Fernández Aguado
Javier Fernández Aguado (Madrid, 1961) è un economista e saggista spagnolo, esperto in management.

## Biografia
Nato a Madrid, conseguire il dottorato di ricerca in Scienze Economiche e d'Impresa presso la Universidad Complutense de Madrid nel 1996. Tra i riconoscimenti, figura il Premio Nazionale J. A. Artigas per la migliore ricerca in Scienze Sociali 1997 ed è l'unico spagnolo ad aver conseguito il premio Peter Drucker sull'Innovazione del Management (USA, 2008). È presidente di MindValue.
Fernández Aguado ha scritto trentatré libri, di cui alcuni facenti parte della collana della LID Editorial che porta il suo nome.
Creatore di due dei sei modelli di diagnosi organizzativa (Gestione dell'imperfetto e Patologie organizzative), e di altri - sempre relativi all'organizzazione - riguardanti la trasformazione e il cambiamento: Gestione dei sentimenti, Management vincente e Management & abitudini.
Circa trecento libri e saggi sono stati scritti analizzando il suo pensiero. Una ventina di questi, provenienti da sei paesi tra l'Europa e l'America, sono stati raccolti dal britannico Christopher Smith nel libro Il management del XXI secolo. Riflessioni sul pensiero di Javier Fernández Aguado. Hanno collaborato a questo libro, tra gli altri, studiosi del calibro di Eduardo Punset, Mark Urarte e Nuria Chinchilla.
Nel 2010 si è tenuto a Madrid un simposio per analizzare il suo pensiero, con la partecipazione 600 di professionisti provenienti da dodici paesi tra l'Europa e l'America, cui ha fatto seguito, alcuni mesi dopo, la pubblicazione di un libro con il resoconto.

## Pubblicazioni

### Individuale
- Le sfide dell'esistenza, Ares, 1990.
- La causa sui en Descartes, Semsa, 1991.
- La arrogancia de Hayek, UCM, 1993.
- Historia de la Escuela de Comercio de Madrid y su influencia en la formación gerencial española (1850-1970), AECA-Icotme, 1997.
- La formación como ventaja competitiva, ESUMA-University of Hertfordshire, 1997.
- Ética, profesión y virtud, Grupo de Estudios Jurídicos, 1998.
- Habilidades directivas: una aproximación, Seguros Génesis, 1999.
- Dirigir personas en la empresa. Enfoque conceptual y aplicaciones prácticas, Pirámide, 1999.
- Sobre el hombre y la empresa, Instituto Superior de Técnicas y Prácticas Bancarias-ISTPB, 1999.
- Crear empresa, CIE Dossat 2000, 2000.
- Mil consejos para un directivo, CIE Dossat 2000, 2000.
- Dirección por Hábitos y Desarrollo de Personas, La Caixa, 2001.
- La gestión de lo imperfecto, La Caixa, 2001.
- Dirección por Valores, AECA, 2001.
- La empresa en el cine. 70 películas para la formación empresarial, CIE Dossat 2000, 2001.
- Curso de habilidades directivas, Instituto Superior de Técnicas y Prácticas Bancarias-ISTPB, 2001.
- La felicidad posible, CIE Dossat 2000, 2001.
- Dirigir y motivar equipos. Claves para un buen gobierno, Ariel, 2002.
- Management: la enseñanza de los clásicos, Ariel, 2003.
- Managing the Imperfect, Instituto de Estudios Superiores-Deloitte, 2003.
- Management par la Valeur, Safetykleen, 2003.
- Feelings Management. La Gestión de los sentimientos organizativos, la Caixa, 2004.
- Liderar en tiempos de incertidumbre, Mindvalue-Hertz, 2005.
- Fundamentos de organización de empresas. Breve historia del Management, Narcea, 2006.
- Patologías organizativas, Mindvalue, 2007.
- Formar directivos y otros ensayos, Instituto Internacional Bravo Murillo, 2007.
- El alma de las organizaciones, MindValue, 2009.
- Templarios. Enseñanzas para organizaciones contemporáneas, MindValue, 2010.
- Versión con introducción y notas de Ética a Nicómaco, de Aristóteles, LID, 2001.
- Preparar la postcrisis. Enseñanzas de la Grecia clásica, Crecento-Expansión, 2010.
- 1010 Consejos para un emprendedor, LID, 2011.
- El diccionario del liderazgo, LID, 2012.
- Roma, Escuela de directivos, LID, 2012.
- Egipto, escuela de directivos, LID, 2013
- El management del III Reich, LID, 2015
- ¡Camaradas! De Lenin a hoy, LID, 2017
- Jesuitas, liderar talento libre, LID, 2018
- Liderar en un mundo imperfecto, LID, 2019
- 2000 años liderando equipos, Kolima, 2020

### Collettivo
- Diccionario enciclopédico Empresarial, BBV-Instituto Superior de Técnicas y Prácticas Bancarias-ISTPB, 1999.
- El euro y la empresa, Instituto Superior de Técnicas y Prácticas Bancarias-ISTPB, 1999.
- Cómo elaborar un manual de franquicia. Un ejemplo práctico, CIE Dossat 2000, 2000.
- Proverbios para la empresa. Sabiduría de siempre para directivos de hoy, CIE Dossat 2000, 2ª edición, 2000.
- Manual de creación de empresa. Como emprender y consolidar un proyecto empresarial, Edisofer, 2000.
- Técnicas para mejorar la gestión empresarial, Instituto Superior de Técnicas y prácticas Bancarias, 2000.
- Gestión y Dirección de Recursos Humanos, Instituto Superior de Técnicas y prácticas Bancarias, 2000.
- La inversión bursátil sin secretos, Instituto Superior de técnicas y prácticas Bancarias-BBVA, 2000.
- La ética en los negocios, Ariel, 2001.
- Diccionario Enciclopédico Profesional de Finanzas y Empresa, ACCENTURE-Instituto Superior de Técnicas y Prácticas Bancarias, 2001.
- Dirigir en el siglo XXI, Deusto, 2002.
- Nuevas claves para la Dirección Estratégica, Ariel, 2002.
- Management español: los mejores textos, Ariel, 2002.
- Creación de empresa; los mejores textos, Ariel, 2003.
- Desaprendizaje organizativo, Ariel, 2004.
- Ética y actividad empresarial, Minerva, 2004.
- Will Management, GEC, 2004.
- La concepción española del liderazgo, Deloitte-Instituto de Empresa, 2004.
- Progreso directivo y Coaching empresarial, Eunsa, 2005.
- Feelings Management. Una aplicación práctica, Thinking Heads, 2005.
- La contabilidad como magisterio. Homenaje al profesor Rafael Ramos Cerveró, Universidad de Sevilla-Universidad de Valladolid, 2005.
- El arte de emprender. Manual para la formación de emprendedores, Universidad Nebrija-BBVA, 2007.
- Cambiar para crecer, Confederación Española de Directivos y Ejecutivos-CEDE, 2007.
- Patologías en las organizaciones, LID, 2007.
- La soledad del directivo, LID, 2011.
- La sociedad que no amaba a las mujeres, LID, 2012.
- Claves del Management, LID, 2013.